# Калтаева, Муслимат Гейбуллах кызы
Муслимат Гейбуллах кызы Калтаева (азерб. Müslümat Qeybullah qızı Kaltayeva; даты рождения и смерти неизвестны, Белоканский район, Азербайджанская ССР) — советский азербайджанский табаковод, лауреат государственной премии СССР (1987).

## Биография
Родилась в селе Газбина Белоканского района Азербайджанской ССР. 
С 1960-х годов — колхозница, позже — бригадир колхоза имени Мусабекова Белоканского района республики. Проявила себя на работе как передовой табаковод, достигала высоких показателей при выполнении планов продажи сельскохозяйственной продукции государству. Положила начало системы семейного подряда в колхозе, получив разрешение от руководства колхоза о создании бригады, состоящей из членов семьи табаковода — её самой, сына, дочери и невестки. Под руководством Калтаевой семейная бригада добилась рекордных результатов и выполнила план одиннадцатой пятилетки (1981—1985) за три года. В 1987 году бригада Калтаевой сдала государству 7500 килограмм табачного листа, перевыполнив план в 3 раза.
Постановлением ЦК КПСС и Совета Министров СССР от 7 ноября 1987 года, за большой личный вклад в получение высоких устойчивых урожаев с/х культур, внедрение интенсивных технологий их возделывания Калтаевой Муслимат Гейбуллах кызы присуждена Государственная премия СССР.
Активно участвовала в общественно-политической жизни района. Многократно избиралась депутатом Белоканского районного совета.